# ジャッキー・チュン

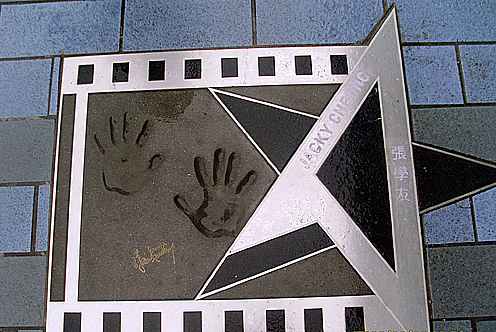
ジャッキー・チュンのスター
（香港・星光大道）

ジャッキー・チュン（張 学友、英語: Jacky Cheung、1961年7月10日 - ）は、香港の歌手、俳優。

## 経歴・人物
アンディ・ラウ（劉徳華）、アーロン・クオック（郭富城）、レオン・ライ（黎明）とともに四大天王と呼ばれ、一時代を築いた。「歌神」の称号を持ち、マスコミでの彼の取り上げ方も「歌神　張學友」が通例となっている。
学校を卒業後、一旦香港貿易発展局に就職し、その後転職を経てキャセイパシフィック航空の従業員だった1984年に、香港の各地域から選出された素人による歌唱選手権大会の『全港十八區業餘歌唱比賽』に、友人から誘われて香港島東部地区代表で出場して優勝し、TVBのスタッフによる紹介でポリグラムの所属歌手として1984年12月に契約。翌1985年4月にプロ歌手デビューを果たした。デビューアルバムの『Smile』は約30万枚のヒットを記録し、抜群の歌唱力から一躍人気歌手となった。しかし、1987年からの数年間は、発売したアルバムが売れず、商業的に不振に陥っていた事もある。
1989年頃からは、レスリー・チャンが歌手活動を休止したのに代わる形で、前述の3人とともに『四大天王』として人気を集め、現代に至るまで不動の人気を獲得している。
一方、デビュー直後から映画俳優としても活動し、1989年には『いますぐ抱きしめたい』で第8回香港電影金像奨最優秀助演男優賞を、1990年には『スウォーズマン/剣士列伝』で第27回金馬奨最優秀助演男優賞を受賞しており、現在に至るまで精力的な活動を続けている。
2005年9月12日開業の香港ディズニーランド（香港ディズニーランド・リゾート）のアンバサダーを務め、テーマソングを歌っている。2006年9月12日には1周年のセレモニーにも参加した。
2006年12月にカタール・ドーハで開催された第15回アジア競技大会では、開会式で大会のテーマソング「Together Now」を披露した。
2014年でデビュー30周年を迎えたが、香港だけではなく、アジア全域で広く活躍を続けている。
2018年4月に中国江西省南昌市で行われたコンサートで会場に設置された監視カメラの顔認証システムで指名手配犯の検挙に貢献したことが話題となり、同年のコンサートで約100人もの逃亡犯の大量逮捕ができたことが称賛されて「捕神」の愛称が加わった。

## 代表曲
- 左右為難（zh:左右為難 (鄭中基專輯)）（ロナルド・チェンとのデュエット）
- 輕撫你的臉
- 祝福
- 吻別
- 夕陽醉了
- 忘記你我做不到
- 如果愛
- 不後悔
- 一千個傷心的理由
- 每天愛你多一些
- 分天總要在雨天
- 還是覺得你最好
- 祇想一生跟你走
- 愛是永恆
- 心如刀割

## アルバム
- 1985年   「Smile」「Amour/遙遠的她」
- 1986年   「情無四歸」「相愛」
- 1987年   「在我心深處」「Jacky 張學友」「張學友'87演唱會」
- 1988年   「意亂情迷」「張學友國精選集」「昨夜夢魂中」
- 1989年   「給我親愛的」「絲絲記憶・情歌精選」「祇願一生愛一人」
- 1990年   「張學友的初戀故事・似曾相識」「夢中的你」
- 1991年   「情不禁」「一顆不變心」「愛你多一些精選」
- 1992年   「張學友毎天愛你多一些演唱會'91」「真情流露」「愛・火・花」
- 1993年   「吻別 」「我與你」「等你等到我心痛張學友精選」「祝福」
- 1994年   「學與友93演唱會」「餓狼傳説」「24ＫGold 金藏集」「偸心」「這個冬天不太冷」「君の愛より深く」
- 1995年   「一生跟你走・年度代表作品輯」「真愛新曲＋精選」「過敏世界」「擁友」「三年兩語」「グレイテスト・ヒッツ」
- 1996年   「友學友95演唱會」「情縁十載演唱會」「愛與交響曲」「忘記你我做不到」
- 1997年   「不老的伝説」「想和你去吹吹風」「雪狼湖Original Sound Track」「愛は永遠に（シングルCD）」「寶麗金88極品音色系列 - 愛你多一些」「寶麗金88極品音色系列 - 眞情流露」
- 1998年   「友情歌歳月精選」「釋放自己」「不後悔」
- 1999年   「有個人」「友個人演唱會」「走過1999」「ザ・ベスト・オブ・ジャッキー・チュン」「寶麗金20世紀光輝印記 - Smile」
- 2000年   「jacky cheung 15」「當我想起你」「Touch Of Love」「友情歌－世紀情歌金選」
- 2001年   「親親這一代」「天下第一流」「張學友拉闊音楽演唱會」「張學友鋼琴戀曲」「愛情主題曲」
- 2002年   「學友精選」「學友熱」「『非常偵探』(Sound Track)」「他在那裡」「黄金巨星 - 張學友」
- 2003年   「張學友音樂之旅Live演唱會」「マイ・ミュージック・ヒストリー」「Jacky Cheung 4 in 1 Collection」「張學友 1985-1999 大碟全集」「Jacky Cheung 1987-1999 Concert Album Collection」
- 2004年   「Life is Like a Dream」「港樂22年 Live Box Set」「環球影音啓示録－張學友」「Black&White（新曲＋精選）」「張學友Sports for Life演唱會2004」
- 2005年   「環球 百花齊放」「張學友創意音樂劇『雪狼湖』」「『如果・愛 』OST」
- 2007年   「在你身邊」
- 2008年   「絲絲記憶情歌精選」
- 2010年   「Private Corner」
- 2014年   「醒著做夢」

## 主な出演作品

### 映画
- 望郷（1982年）【香】
- デブゴンの霊幻刑事（サモ・ハン・キンポーのオバケだよ!全員集合!!）（1986年）【香】
- ソウル（1986年）【香】
- バンパイア・コップ（1987年）【香】
- 僕たちは天使じゃない!（1988年）【香】
- バンパイア・コップ2（1988年）【香】
- いますぐ抱きしめたい（1988年）【香】
- タイガー刑事（1988年）【香】
- 奇蹟/ミラクル（1989年）【香】
- 欲望の翼（1990年）【香】
- ワイルド・ブリット（1990年）【香】
- スウォーズマン/剣士列伝（1990年）【香】
- 超アブない激辛刑事 カリー&ペッパー（1990年）【香】
- チャイニーズ・ゴースト・ストーリー2（1990年）【香】
- チェイス・フロム・ビヨンド（1990年）【香】
- 銃弾に追われた街（1990年）【香】
- ワンス・アポン・ア・タイム・イン・チャイナ/天地黎明（1991年）【香】
- チャイニーズ・ゴースト・ストーリー3（1991年）【香】
- 爆走!高速トライアル（1991年）【香】
- 堕ちていく女（1991年）【香】
- チャイニーズ・レジェンド 魔界英雄伝説（1991年）【香】
- ラスト・ミッション 刺殺指令（1991年）【香】
- 妖獣都市 〜香港魔界篇〜（1992年）【香】
- 新・愛と復讐の挽歌（1992年）【香】
- 新・愛と復讐の挽歌 ラヴ&デス（1992年）【香】
- 大英雄（1993年）【香】
- 新・愛と復讐の挽歌 殺しの掟（1993年）【香】
- フライング・バトル（1993年）【香】
- イージーな彼氏たち（1993年）【香】 ※日本ではNetflix配信
- 楽園の瑕（1994年）【香】
  - 楽園の瑕 終極版（2008年）【香】
- ハイリスク（1995年）【香】
- アンナ・マデリーナ（1998年）【日・香】
- ドラゴンヒート（1999年）【香】
- 1：99 電影行動（2003年）【香】
- ベルベット・レイン（2004年）【香】
- ウィンター・ソング（2005年）【香】
- 孫文の義士団（2009年）【香・中】
- 月滿軒尼詩（2010年）【香】（日本未公開）
- ホット・サマー・デイズ（2010年）【中・香・米】
- ある複雑なお話（2013年）【香】
- ヘリオス 赤い諜報戦（2015年）【香・中】
- 賭城風雲III（2016年）【香・中】
- 暗色天堂（2017年）【香】
- 海關戦線（2023年）【香】

### テレビドラマ
- 恋のめまい愛の傷 烈愛傷痕（2001年）【台】